# Gmina Ullerslev
Gmina Ullerslev (duń. Ullerslev Kommune) była w latach 1970–2006 jedną z gmin w Danii w okręgu Fionii (Fyns Amt). 
Siedzibą władz gminy było miasto Ullerslev. 
Gmina Ullerslev została utworzona 1 kwietnia 1970 na mocy reformy podziału administracyjnego Danii. Po kolejnej reformie w 2007 r. weszła w skład nowej gminy Nyborg.

## Dane liczbowe
- Liczba ludności: (♀ 2627 + ♂ 2524) = 5151
  - wiek 0–6: 9,6%
  - wiek 7–16: 14,5%
  - wiek 17–66: 63,0%
  - wiek 67+: 12,9%
- zagęszczenie ludności: 95,4 osób/km² (2004)
- bezrobocie: 5,3% osób w wieku 17-66 lat
- cudzoziemcy z UE, Skandynawii i USA: 107 na 10 000 osób
- cudzoziemcy z krajów Trzeciego Świata: 95 na 10 000 osób
- liczba szkół podstawowych: 3 (liczba klas: 38)